# Wilsons River
Der Wilsons River ist ein Fluss im äußersten Nordosten des australischen Bundesstaates New South Wales. Früher hieß der Fluss auch Wilsons Creek oder zählte als nördlicher Arm des Richmond River. 

## Geographie
Der Fluss entspringt im Südteil des Mount-Jerusalem-Nationalparks und fließt zunächst nach Süden und Südwesten bis Lismore. Dort wendet er seinen Lauf nach Süden und mündet bei Coraki in den Richmond River.

### Nebenflüsse mit Mündungshöhen
Der Wilsons River besitzt etliche wichtige Zuflüsse. Erwähnenswert ist der Leycester Creek, der in Lismore in den Fluss mündet. Auf Grund des Mündungswinkels wird das Wasser gegen die wichtigste Uferbefestigung gedrückt, was im Falle von gleichzeitigem Hochwasser in Wilsons River und Leycester Creek zu schweren Überschwemmungen in Lismore führen kann.
Der Coopers Creek mündet nahe der Siedlung Boxhill, im Boatharbour Nature Reserve, einem staatlichen Naturschutzgebiet, in den Wilsons River. Dort befinden sich noch Reste des Big-Scrub-Regenwaldes. Bis dorthin reicht auch der Ästuar des Wilsons River.
Die Quelle des Byron Creek liegt weniger als 2 Kilometer von der Küste des Pazifiks entfernt. Von dort aus fließt der Bach landeinwärts und sein Wasser erreicht erst nach 180 Kilometern den Ozean.
- Opossum Creek – 41 m
- Stony Creek – 30 m
- Byron Creek – 24 m
- Coopers Creek – 8 m
- Lagoon Creek – 6 m
- Leycester Creek – 5 m

## Geschichte
Der „Wilsons Creek“ wurde nach William Wilson, dem ersten Siedler in Lismore in den Jahren 1844 und 1845, benannt. 1976 wurde er in „Wilsons River“ umbenannt.
Vermutlich nutzte die eingeborene Bevölkerung der Gegend Kanus und andere Boote, um den Fluss zu befahren und Handel an seinen Ufern zu treiben, bevor die ersten europäischen Siedler auftauchten.
Nach ihrem Eintreffen entstanden viele Städte und Siedlungen am Wilsons River wegen der einfachen und effektiven Verkehrsmöglichkeit auf dem Wasserweg, so z. B. Lismore, Wyrallah, Boxhill und Coraki. Der Wilsons River galt damals als nördlicher Arm des Richmond River. Dieser wurde 1828 von Kapitän Henry John Rous benannt und kartiert. Der Wilsons River war der am weitesten flussaufwärts schiffbare Teil des Flusssystems und vermittelte den Zugang zu den damals wertvollsten Ressourcen der Gegend, den Roten Zedern (Toona ciliata). Diese Bäume wurden fortgesetzt abgeholzt und somit aus dem Big Scrub (Subtropischer Regenwald) entfernt, der einst den größten Teil der Region bedeckte.
Die Güter, die im beginnenden 20. Jahrhundert regelmäßig auf dem Fluss transportiert wurden, waren z. B. Schinken, Mais, Eier, Butter, Talg, Geflügel und geschnittene Baumstämme. Die damals im Einsatz befindlichen Flussschiffe waren z. B. die Cavamba, die Tomki, die City of Grafton und die Wyoming.
Die letzte Schifffahrtsgesellschaft, deren Schiffe den Richmond River und den Wilsons River befuhren, schloss 1960.

## Umwelt und Ökologie
Wegen der außergewöhnlich intensiven Entwicklung der Landwirtschaft und der Siedlungen im Einzugsbereich des Flusses ist dieser stark mit Sedimenten, Nährstoffen, groben Verschmutzungen und anderen Einträgen belastet. Anstrengungen von Landcare-Gruppen und verschiedenen Regierungsorganisationen, wie der Northern River Catchment Management Authority und Rous Water, wurden unternommen, um Teilabschnitte des Flusses zu sanieren.
New South Wales Fisheries besitzen Aufzeichnungen, die ausweisen, dass einst der Östliche Süßwasserdorschbarsch (Maccullochella ikei) die vorherrschende Fischart war. Da diese Spezies aber seit vielen Jahren nicht mehr gesichtet wurde, nimmt man an, dass sie ausgerottet ist. Im Unterlauf des Wilsons River ist die erklärtermaßen für die Ökologie schädliche, eingeschleppte Fischart Karpfen üblich geworden. Darüber hinaus gibt es dort eine Reihe schädlicher Wasserpflanzen, wie Alligatorkraut und Brasilianisches Tausendblatt.

## Überschwemmungen
Am Wilsons River gibt es regelmäßig Hochwasser und gelegentlich wird auch Lismore überschwemmt. Deshalb sind viele Häuser in Lismore mit erhöhten Fundamenten ausgestattet, was als Hiset bezeichnet wird, und die Stadt besitzt ausgedehnte Uferbefestigungen, die sie vor gewöhnlichen Fluten schützen.
Die häufigen Hochwasser sind auf verschiedene Faktoren zurückzuführen. Einer davon ist die relativ hohe Regenmenge im Quellgebiet des Flusses, beispielsweise zeigt der Messpunkt im Rummery Park die höchsten Regenmengen in New South Wales. Ein anderer Grund ist die unübliche Geomorphologie: Der Flusslauf führt zunächst vom Meer weg, um dann ab Lismore nach Süden wieder zum Meer zurückzukehren und über den Richmond River in die Tasmansee zu entwässern. So muss das Wasser von der Quelle bis zum Ozean zwar etwa 180 Kilometer zurücklegen, Teile des Einzugsgebietes liegen aber weniger als 2 Kilometer von der Küste entfernt. Darüber hinaus liegt beinahe das ganze Einzugsgebiet fast auf Seehöhe, was das Gefälle des Wilsons River begrenzt und für niedrige Fließgeschwindigkeiten sorgt.
Die Flussaue ist verhältnismäßig groß. Ihr Hauptteil beginnt an der Einmündung des Byron Creek und erstreckt sich den gesamten Flusslauf bis Coraki, wo sie in die Flussaue des Richmond River übergeht. Teilweise ist diese Flussaue mehrere Kilometer breit und sehr fruchtbar, wenn auch sehr lehmig. Die häufigen Hochwasser begrenzen jedoch ihren Nutzen als Viehweide.

## Trinkwasserversorgung und Bewässerung
Der Wilsons River dient als Trinkwasserquelle für den größten Teil der Local Government Area Byron Shire. Das Wasser wird am Lavertys Gap Weir abgezweigt und aufbereitet. Es dient z. B. als Trinkwasser für die Stadt Mullumbimby.
Rous Water erhält sein Wasser von einem Süßwasserpool oberhalb von Lismore als Ergänzung zu dem aus dem Rocky-Creek-Stausee, welcher das Byron Shire, das Ballina Shire, den Richmond Valley Council und Lismore City versorgt. Das Wasser wird zur Aufbereitungsanlage am Rocky-Creek-Stausee gepumpt und fließt dann durch Schwerkraft in die Wasserversorgungsanlagen der Gemeinden.
Die Bauern der Region nutzen den Wilsons River auch zur Bewässerung ihrer landwirtschaftlich genutzten Flächen (meistens Wiesen), zum Tränken des Viehs und für einige Hauswasserversorgungen. Der Nebenfluss Coopers Creek wurde schon früher übermäßig angezapft und die Nutzung seines Wassers wird daher im Wasserverteilungsplan der Regierung von New South Wales geregelt.